# Liste der Bodendenkmale in Olbernhau
In der Liste der Bodendenkmale in Olbernhau sind die Bodendenkmale der Stadt Olbernhau und ihrer Ortsteile nach dem Stand der Auflistung von Volkmar Geupel aus dem Jahr 1983 aufgelistet. Eventuelle Änderungen und Ergänzungen, insbesondere aus der Zeit nach der Wende, sind nicht berücksichtigt, da für Sachsen aktuell keine neueren allgemein zugänglichen Bodendenkmallisten vorliegen. Die Baudenkmale sind in der Liste der Kulturdenkmale in Olbernhau aufgeführt.
| Denkmal-ID | Fundart            | Ortsteil  | Bezeichnung                             | Zeitstellung | Lage                                                                       | Bemerkungen | Bild |
| ---------- | ------------------ | --------- | --------------------------------------- | ------------ | -------------------------------------------------------------------------- | --- | ---- |
| ?          | Befestigung > Burg | Olbernhau | Wehranlage „Liebenstein“, „Raubschloss“ | Mittelalter  | südwestlich von Ansprung, Bergsporn in einer Schleife der Schwarzen Pockau | Höhenburg in Spornlage, rechteckig-ovale Anlage, durch Abschnittsgraben von Vorburg im Südosten getrennt, südöstlich davor zwei weitere Abschnittsgräben, Schutz seit 1. Dezember 1959 |      |
| ?          | Befestigung > Burg | Pfaffroda | Wehranlage „Schloss Pfaffroda“          | Mittelalter  | südlich im Ort, Bergsporn über dem Bielabach                               | Höhenburg in Spornlage, durch Renaissance-Schloss überbaut und verändert, Senke im Schlosshof evtl. Rest eines Abschnittsgrabens, Schutz seit 14. Januar 1981                          |      |